# Hermano da Silva Ramos
Hermano Joâo da Silva Ramos (París, Francia; 7 de diciembre de 1925), conocido como Nano. es un expiloto franco-brasileño de automovilismo.
Su primera competencia profesional fue a bordo de un MG TC en 1947, en el Gran Premio de Interlagos. En 1953 comenzó a competir en Europa con un Aston Martin. Al año siguiente, fue segundo en la Copa París, compitió en las 24 Horas de Le Mans con Jean-Paul Colas, abandonando por problemas mecánicos, y lideró varias vueltas del Tour de Francia Automovilístico.
Para 1953, el brasileño compitió en varios rallyes, como el de Montecarlo o el de Sable-Solesmes (el cual ganó), y finalizó 5.º en la clase GT de Mille Miglia. Ese año también debutó en Fórmula 1 con Equipe Gordini, campeonato donde largó siete carreras y sumó 2 puntos, gracias a la quinta plaza obtenida en el Gran Premio de Mónaco de 1956.
En 1958 pasó a Fórmula 2 con Cooper. Fue segundo en el Gran Premio de Pau, escolta de Maurice Trintignant. Al año siguiente corrió su última carrera de F1, el Trofeo Glover fuera del campeonato, y sus últimas 24 Horas de Le Mans, con Ferrari. Se retiró a fin de año.
Con el fallecimiento de Paul Goldsmith el 6 de septiembre de 2024, da Silva Ramos, se convirtió en el piloto vivo más longevo de la Fórmula 1. 

## Resultados

### Fórmula 1
(Clave) (negrita indica pole position) (cursiva indica vuelta rápida)

| Año     | Escudería      | 1   | 2     | 3   | 4   | 5     | 6       | 7       | 8       | Pos. | Puntos |
| ------- | -------------- | --- | ----- | --- | --- | ----- | ------- | ------- | ------- | ---- | ------ |
| 1955    | Equipe Gordini | ARG | MON   | 500 | BEL | NED 8 | GBR Ret | ITA Ret |         | NC   | 0      |
| 1956    | Equipe Gordini | ARG | MON 5 | 500 | BEL | FRA 8 | GBR Ret | GER     | ITA Ret | 19.º | 2      |
| Fuente: |                |     |       |     |     |       |         |         |         |      |        |